# Али алан
„Али алан“ е мегалитно светилище намиращо се в Западните Родопи, вероятно изградено и ползвано от тракийското племе Беси.

## Откритие
Светилището е открито от една от научноизследователските експедиции в рамките на проект „Древнотракийски светилища от Западните Родопи“, организирана от ЮЗУ „Неофит Рилски“ през юни 2005 г.

## Описание и особености
При светилището се наблюдава съчетание между скална арка и каменен котел разположен на върха на сакрализирана в древността скала. Според проф.Васил Марков при този обект, може да се предположи, че първоначално участващият в обреда е преминавал през каменната арка, „провирайки се с лъчите на слънцето“ от юг на север, за което свидетелстват кръглите вкопавания в скалата оформена като площадка в южното подножие на скалата, служели вероятно за възлияния, които се практикували преди обредното слизане в подземния свят. След това вероятно посвещаваният поклонник се отправял в посока запад/северозапад – посоката на смъртта и достигал върха на свещената скала, където се извършвало обредното потапяне в котела. При това светилище не се наблюдават ограничения за достъп до свещеното място както при светилището Кози камък, което кара проф. Марков да предположи хипотезата, че инициациите при светилището Али алан не са имали затворен характер.
Голямото съсредоточване на значими скални светилища в западното и югозападно подножие на връх Беслет, към които се числи и скалното светилище Каялийски скали, подкрепя първоначалната хипотеза на проф. Марков, доц. Гоцев и д-р Янков, че този топоним може да се свърже с етнонима на бесите, а върхът да се интерпретира като символ на космическата планина.
В западното и югозападно подножие на най-високия връх на хребета Дъбраш – Беслет, който може би съдържа в себе част от етнонима на бесите, са съсредоточени четири значими и проучвани от няколко научни експедиции скални светилища – Кара таш, Али алан, Селанов бук и Кози камък.